# تانبا، هیوگو
تانبا در استان هیوگو در کشور ژاپن واقع شده‌است که دارای جمعیت ۶۹٬۲۳۳ نفر و مساحت ۴۹۳٫۲۸ کیلومتر مربع با تراکم جمعیت ۱۴۰ نفر در کیلومترمربع است و در تاریخ ۱ نوامبر ۲۰۰۴ به عنوان شهر شناخته شد.